# Louis Gilliodts
Louis Gilliodts, beter bekend onder de naam Louis Gilliodts-Van Severen, (Brugge, 4 juli 1827– aldaar, 24 juli 1915) was historicus, advocaat, uitgever en stadsarchivaris van Brugge.

## Jeugd en studies
Louis Pierre Bruno Gilliodts was de oudste van de negen kinderen van Petrus Gilliodts (1794-1859) en van Rosalia De Witte (1805-1890). Zij was de dochter van brouwer, veekweker en 'vetlegger' Bruno De Witte. De grootmoeder langs zijn moeders zijde was een Breydel en hij dacht graag dat hij van Jan Breydel, de held van 1302, afstamde.
De acht kinderen die na Louis ter wereld kwamen, waren:
- Coralie Gilliodts (1828-1915), bleef ongehuwd.
- Gustave Gilliodts (1830-1884), bleef ongehuwd.
- Alphonse Gilliodts (1832-1916), bleef ongehuwd.
- Idalie Gilliodts (1834-1905), werd kloosterzuster onder de naam Aimée.
- Florence Gilliodts (1836-1873), trouwde in 1866 in Loppem met jonkheer François de Thibault de Boesinghe (1839-1903).
- Clotilde Gilliodts (1838-1894), trouwde in 1861 in Brugge met jonkheer Paul Van Goethem (1839-1890), burgemeester van Merelbeke.
- Justine Gilliodts (1842-1931), trouwde in 1869 in Loppem met de Frans-Bretoense edelman Paul Magon de la Giclais (1843-1901), burgemeester van Lestrem.
- Oscar Gilliodts (1844-1913), bleef ongehuwd.

Hijzelf trouwde in 1858 met Eugenie Van Severen (1824-1859), die eveneens tot een familie van veehandelaren behoorde en die in het kinderbed stierf. Ze hadden een dochter, Marie Gilliodts (1859-1904), die ongehuwd en vroeger dan haar vader overleed. Bijna een halve eeuw na de dood van zijn eerste echtgenote, hertrouwde de bijna tachtigjarige Gilliodts in 1906 met Romanie Vandenbussche (1873-1926), een veertig jaar jongere dienstmeid. 
De familie Gilliodts was al sedert verschillende generaties in Brugge gevestigd en behoorde tot de welvarende burgerij. De hoofdactiviteiten bestonden enerzijds uit allerhande functies als ontvanger of landmeter, anderzijds uit het kweken van runderen op hun uitgestrekte landerijen en de eruit voortspruitende veehandel. Ook Louis Gilliodts was, naast zijn intellectuele bezigheden, actief in het fokken en verkopen van runderen. 
Gilliodts behaalde zijn diploma van doctor in de rechten in 1850 aan de Universiteit van Luik en volgde lessen aan de Sorbonne en de  École nationale des chartes in Parijs. In 1853 schreef hij zich in aan de balie van Luik. Van 1855 tot 1889 was hij ingeschreven aan die van Brugge.

## Stadsarchivaris
Geregeld bezoeker van archieven, werd Gilliodts bevriend met de stadsarchivaris van Brugge Pierre Bossaert (1796-1868), die hij hielp bij het inventariseren van zijn archief. Op zijn sterfbed droeg Bossaert hem op het uitgeven van de analytische inventaris van de oorkonden tot een goed einde te brengen. Daarom liet deze aan Gilliodts al zijn nota's na, die bewaard worden in het persoonlijk archief van Gilliodts, in het Brugse stadsarchief. Gilliodts was dan ook de aangewezen man om in april 1868 tijdelijk en vanaf 1 november 1868 definitief de functie van stadsarchivaris te bekleden, hoewel ook James Weale en Désiré Van de Casteele voor deze functie hadden gesolliciteerd.
Met bekwame spoed werkte hij de inventarissen van het oud archief af en vanaf 1871 verschenen jaar na jaar de zeven stevige delen van de Inventaire des Archives de la ville de Bruges, in 1878 vervolledigd met een Introduction.

## Historicus
Gilliodts heeft zijn hele leven zijn hobby van historicus beoefend.
In het tijdschrift opgericht door James Weale, La Flandre, schreef hij 64 kortere en langere artikels, meestal op basis van archiefdocumenten. Het tijdschrift was opgericht als concurrent van het Genootschap voor geschiedenis, gekend als Société d'Emulation, en van haar uitgaven. Geleid door priesters maakte de 'Emulation' eerder deel uit van de katholieke zuil, terwijl 'La Flandre' zich eerder in de liberale kringen bewoog.
Vanaf 1893, na de verdwijning van La Flandre, zou hij nochtans bij de Société d'Emulation aansluiten. In 1903 werd hij er bestuurslid en publiceerde in de Handelingen enkele lange bijdragen, onder meer over de sestendelen, over Brugge Zeehaven en over Jan Brito.
Daarnaast werd hij ook uitgever van talrijke oude teksten en historische bronnen. Sinds 1867 was hij lid van de Koninklijke Commissie voor de Uitgave der Oude Wetten en Verordeningen van België. Van de Koninklijke Commissie voor Geschiedenis werd hij in 1878 plaatsvervangend lid. In 1883 werd hij werkend lid, wat hij bleef tot 1907.

## Publicaties
Volledige bibliografie bij A. VANDEWALLE, 100 jaar Gilliodts, Brugge, 1980, blz. 23-29. Onder andere: 
- Etudes sur l'histoire de Belgique considérée dans ses rapports avec l'histoire de la société au Moyen-Age, Luik: J. Blanchard, 1853.
- Inventaire des Archives de la Ville de Bruges, Première section: Inventaire des chartes. Première série: treizième au seizième siècle, 7 volumes, Brugge: Edw. Gaillard, 1871-1878.
- Coutume de la Ville de Bruges (Coutumes des Pays et Comté de Flandre, Quartier de Bruges), 2 volumes, Brussel: Fr. Gobbaerts, 1874-1875.
- Coutume du Franc de Bruges (Coutumes des Pays et Comté de Flandre, Quartier de Bruges), 3 volumes, Brussel: Fr. Gobbaerts, 1879-1880.
- Coutume de Bourg de Bruges (Coutumes des Pays et Comté de Flandre, Quartier de Bruges), 3 volumes, Brussel: Fr. Gobbaerts, 1883-1885.
- Coutume de la Prévoté de Bruges (Coutumes des Pays et Comté de Flandre, Quartier de Bruges), 2 volumes, Brussel: Fr. Gobbaerts, 1887.
- Coutumes des petites villes et seigneuries enclavées (Coutumes des Pays et Comté de Flandre, Quartier de Bruges), 6 volumes, Brussel: Fr. Gobbaerts, 1890-1893.
- Coutumes de la Ville et Chatellenie de Furnes (Coutumes des Pays et Comté de Flandre, Quartier de Furnes), 4 volumes, Brussel: J. Goemaere, 1896-1897.
- Inventaire diplomatique des archives de l'ancienne école Bogaerde de Bruges, 3 volumes, Brugge: Louis De Plancke, 1899-1900.
- Coutumes de la Ville et du Port de Nieuport (Coutumes des Pays et Comté de Flandre, Quartier de Furnes), Brussel: J. Goemaere, 1901.
- Cartulaire de l'ancienne Estaple de Bruges. Recueil de documents concernant le commerce intérieur et maritime, les relations internationales et l'histoire économique de cette ville, 4 volumes, Brugge: Louis De Plancke, 1904-1906.
- Coutumes de Lombardside, Loo et Poperinghe (Coutumes des Pays et Comté de Flandre, Quartier de Furnes), Brussel: J. Goemaere, 1902.
- Coutume de la Ville d'Ypres (Coutumes des Pays et Comté de Flandre, Quartier d'Ypres), 2 volumes, Brussel: J. Goemaere, 1908.
- Coutume de la Salle et Chatellenie d'Ypres (Coutumes des Pays et Comté de Flandre, Quartier d'Ypres), 2 volumes, Brussel: J. Goemaere, 1911.
- Coutumes de la Ville et Commune de Roulers (Coutumes des Pays et Comté de Flandre, Quartier d'Ypres), Brussel: J. Goemaere, 1914.